# Selaginella tenuifolia
Selaginella tenuifolia är en mosslummerväxtart som beskrevs av Antoine Frédéric Spring. Selaginella tenuifolia ingår i släktet mosslumrar, och familjen mosslummerväxter. Inga underarter finns listade i Catalogue of Life.